# 埼玉郡
- 令制国一覧 > 東海道 > 武蔵国 > 埼玉郡
- 日本 > 関東地方 > 埼玉県 > 埼玉郡

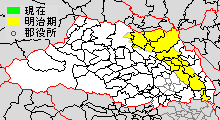
埼玉県埼玉郡の範囲

埼玉郡（さいたまぐん）は、埼玉県（武蔵国）にあった郡。埼玉県の県名は当郡名に由来する。

## 郡域
現在の行政区画では概ね以下の区域に相当する。
- 南埼玉郡（全域）
- 八潮市（全域）
- 越谷市（全域）
- 蓮田市（全域）
- 加須市（全域）
- 羽生市（全域）
- 行田市（全域）
- さいたま市（岩槻区）
- 草加市（綾瀬川以東）
- 春日部市（大落古利根川以西）
- 久喜市（八甫、西大輪、東大輪、上川崎以北の旧桜田村と旧栗橋町を除く）
- 鴻巣市（元荒川以北）
- 熊谷市（大字太井、戸出、平戸、上中条、今井、小曽根、大塚、上川上、下川上、池上、上之、箱田。上之・箱田付近の住居表示実施地区の境界は不詳）
- 白岡市（全域）

## 歴史

### 郡名の由来
地名は古く、飛鳥時代には「前玉」（さきたま）と書かれていたことが知られているが、語源は定かではない。国衙が置かれていた多摩郡の前を意味するとする説、本居宣長が提唱した「幸魂」（さきみたま）が転じたとする説などがあるがいずれも確証はない。
埼玉古墳群のある行田市埼玉（さきたま）や、隣接する前玉神社（式内社）が地名発祥地に比定されている。

### 古代
埼玉郡は、7世紀の評制下で設置された前玉評（さきたまのこおり）を前身とする。藤原宮跡から、「前玉評」と書かれた瓦片が見つかっている。また、武蔵国分寺献進瓦や『万葉集』にも「前玉」の文字が見える。
701年の大宝律令制定に伴い、評が郡となり前玉郡が成立した。726年（神亀3年）付の『山背国戸籍帳』（正倉院文書）には「武蔵国前玉郡」とある。一方、『続日本紀』733年（天平5年）条に「武蔵国埼玉郡」の記述があり、少なくとも奈良時代には「埼玉」という表記は使用され始めていたらしい。平安中期成立の『和名類聚抄』では「埼玉」が「佐以多万」と訓じられており、10世紀には「さいたま」という読みが確立していた。郡衙の位置については熊谷市の北島遺跡が有力視されている。

#### 郷
平安中期に成立した『和名類聚抄』に「埼玉郡」の郷として掲載されているのは以下の通り。
- 大田（おおた）
  - 中世に「大田荘」と称される久喜市鷲宮町からさいたま市岩槻区にかけての地域に比定するのが定説である[4]。
- 笠原（かさはら）
  - 鴻巣市笠原周辺に比定するのが定説である[4]。
- 草原（かやはら）
  - 比定地不詳。加須市・羽生市・大利根町とする説や春日部市から越谷市周辺とする説がある[4]。
- 埼玉（さいたま）
  - 行田市と郡衙があったと推定される熊谷市成田・箱田・平戸を含む地域に比定される[5]。
- 余戸（あまるべ）
  - 比定地不詳。越谷市周辺とする説と羽生市周辺とする説がある[5]。

#### 式内社
『延喜式』神名帳に記される郡内の式内社。
| 神名帳             | 神名帳     | 神名帳 | 神名帳         | 比定社                   | 比定社           | 比定社         | 集成 |
| 社名               | 読み       | 格     | 付記           | 社名                     | 所在地           | 備考           | 集成 |
| ------------------ | ---------- | ------ | -------------- | ------------------------ | ---------------- | -------------- | ---- |
| 埼玉郡 4座（並小） |            |        |                |                          |                  |                |      |
| 前玉神社 二座      | サイタマノ | 小     |                | 前玉神社                 | 埼玉県行田市埼玉 |                |      |
| 玉敷神社           | タマシキノ | 小     |                | 玉敷神社                 | 埼玉県加須市騎西 |                |      |
| 宮目神社           | ミヤメノ   | 小     |                | （論）宮目神社           | 埼玉県加須市騎西 | 玉敷神社境内社 |      |
| 宮目神社           | ミヤメノ   | 小     | （論）高城神社 | 埼玉県熊谷市高本         |                  |                |      |
| 宮目神社           | ミヤメノ   | 小     | （論）姫宮神社 | 埼玉県南埼玉郡宮代町姫宮 |                  |                |      |
| 宮目神社           | ミヤメノ   | 小     | （論）神明神社 | 埼玉県久喜市菖蒲町上栢間 |                  |                |      |
| 凡例を表示         |            |        |                |                          |                  |                |      |

### 中世
中世には東西に分割され、騎西郡（寄西郡・埼西郡とも）と騎東郡（荘園名としては太田荘）に分割されていた。従来の研究では東西の境目は元荒川と考えられてきたが、江戸時代初期に行われた利根川や荒川の大改修で付近一帯の河川の流路が大きく変わっているとする筈だとする観点から見直しが行われた結果、現在では歴史河川である日川（にっかわ）が境界線であったと考えられている。日川は江戸時代初期に北側が新川用水の一部とされて備前前堀川に繋げられるなど大きな流路の変更が加えられたために東西境界としての役目を果たせなくなった（水量が減少した南側は18世紀には水田化される）。このためか、寛永年間には騎東郡は用いられなくなり、騎西郡も公文書からは姿を消すことになる。
現在の越谷市の元荒川左岸側が慶長17年（1612年）以前まで下総国葛飾郡に所属していた。

### 近世以降
- 慶長17年（1612年） - 現在の越谷市の元荒川左岸側にあたる区域が下総国葛飾郡より編入[7]。

所属町村の変遷は北埼玉郡#郡発足までの沿革、南埼玉郡#郡発足までの沿革をそれぞれ参照
- 「旧高旧領取調帳」に記載されている明治初年時点での、当郡域18町433村[8]の支配は以下の通り。他にも寺社領、寺社除地が各村に散在。
  - 後の北埼玉郡域（5町204村） - 幕府領（関東在方掛・木村飛騨守支配所、大竹左馬太郎支配所、小笠原甫三郎支配所、松村忠四郎支配所、福田所左衛門支配所）、旗本領、一橋徳川家領、武蔵忍藩、下総古河藩、上野前橋藩、陸奥泉藩、上総久留里藩、常陸下妻藩、下野足利藩、出羽長瀞藩、武蔵岩槻藩
  - 後の南埼玉郡域（13町229村） - 幕府領（大竹左馬太郎支配所、佐々井半十郎支配所、小笠原甫三郎支配所、松村忠四郎支配所、荒井清兵衛支配所）、旗本領、一橋徳川家領、武蔵岩槻藩、武蔵忍藩、武蔵金沢藩、上総久留里藩、下総佐倉藩、下総古河藩
- 慶応4年
  - 6月17日（1868年8月5日）　– 関東在方掛の旧岩鼻陣屋に岩鼻県が設置され、幕府領・旗本領のうち外田ヶ谷村・上会下村・上手子林村・不動岡村を管轄。
  - 6月19日（1868年8月7日） - 忍藩士の山田政則が武蔵知県事に就任。上記4村、下記2村を除く幕府領・旗本領を管轄。
  - 7月10日（1868年8月27日） - 旧幕府代官の桑山効が武蔵知県事に就任。青柳村（現草加市）・荻島村を管轄。
  - 領地替えにより、忍藩、佐倉藩、久留里藩、岩槻藩領の一部が山田知県事の管轄となる。
  - 領地替えにより、山田知県事の管轄地域の一部が忍藩、長瀞藩、佐倉藩領となる。
- 明治元年
  - 12月23日（1869年2月4日） - 桑山効知県事が河瀬秀治に交代。
- 明治2年
  - 1月10日（1869年2月20日） - 山田政則知県事が宮原忠英に交代。
  - 1月13日（1869年2月23日） - 武蔵知県事・宮原忠英、河瀬秀治の管轄区域にそれぞれ大宮県（県庁は馬喰町）、小菅県を設置。
  - 6月23日（1869年7月31日） - 金沢藩が任知藩事にともない六浦藩に改称。
  - 9月29日（1869年11月2日） - 県庁が浦和に置かれ浦和県に改称。
  - 11月1日（1869年12月3日） - 出羽長瀞藩が藩庁を移転して上総大網藩となる。
  - このころ一橋徳川家領が浦和県の管轄となる。
- 明治4年
  - 2月17日（1871年4月6日） - 上総大網藩が藩庁を移転して常陸龍崎藩となる。
  - 7月14日（1871年8月29日） - 廃藩置県により、藩領が岩槻県、忍県、六浦県、久留里県、佐倉県、古河県、前橋県、泉県、下妻県、足利県、龍崎県となる。
  - 11月14日（1871年12月25日） - 第1次府県統合により、全域が埼玉県の管轄となる。
- 明治5年4月9日（1872年5月15日） - 大区小区制により町村が廃止され、大区と小区に再編成される。主な大区には、二区（越ヶ谷付近）、五区（粕壁付近）、九区（久喜付近）、十区（菖蒲付近）、十一区（加須付近）、十二区（不動岡付近）、十三区（羽生付近）、十四区及び十五区（忍付近）、十六区（埼玉村・広田村付近）、二十区（岩槻付近）が存在した。
- 明治12年（1879年）3月17日 - 郡区町村編制法の埼玉県での施行により[9]、岩槻町ほか6町218村の区域に南埼玉郡、成田町（忍）ほか5町188村の区域に北埼玉郡がそれぞれ行政区域として発足。同日埼玉郡消滅。